# أدولف باول
أدولف باول (بالفنلندية: Adolf Paul)‏ (و. 1863 – 1943 م) هو كاتب، وكاتب سيناريو من ألمانيا، وفنلندا، والسويد، توفي في برلين، عن عمر يناهز 80 عاماً.

## التعليم
تعلم في أكاديمية سيبيليوس.

## وصلات خارجية
- أدولف باول على موقع IMDb (الإنجليزية)
- أدولف باول على موقع ميوزك برينز (الإنجليزية)
- أدولف باول على موقع قاعدة بيانات الفيلم (الإنجليزية)

- أدولف باول في قاعدة بيانات الأفلام على الإنترنت